# BMO Stadium
Ne doit pas être confondu avec le BMO Field.
Le BMO Stadium (anciennement Banc of California Stadium) est un stade de soccer de 22 000 places situé à Los Angeles, dans l'Exposition Park. Le stade se trouve à côté du célèbre Los Angeles Memorial Coliseum, tout juste au sud du campus de l'Université de Californie du Sud. Construit sur le site de l'ancien Los Angeles Memorial Sports Arena. Il est inauguré le 18 avril 2018.

## Histoire

### Projet de construction
Le 17 mai 2015, Le Los Angeles Times a rapporté que la franchise a choisi le site de Los Angeles Memorial Sports Arena pour construire un stade ultramoderne de 22 000 places pour la nouvelle franchise de MLS le Los Angeles FC à Exposition Park, pour un coût de 350 millions de dollars. Le groupe a estimé que le projet créerait 1 800 emplois à temps plein, générant des recettes fiscales annuelles de 2,5 millions de dollars. La démolition de l'Arena et la construction du stade devaient prendre trois ans et retarder les débuts de l'équipe jusqu'en 2018.
Le 6 mai 2016, le conseil municipal de Los Angeles approuve le stade.

### Travaux
Les débuts des travaux a commencé le 23 août 2016,,, et la franchise annonce également un accord de dénomination de droits pour le futur stade,. La démolition de la salle omnisports Los Angeles Memorial Sports Arena débute peu de temps après l'inauguration des travaux, et s'est achevée en octobre 2016,.
Le stade sera un bâtiment certifié LEED Argent, du système de standardisation Leadership in Energy and Environmental Design,. Puis, le Banc of California Stadium reçoit la certification LEED Or le 24 juillet 2019.
Le stade est inauguré le 18 avril 2018,.

### Rencontre inaugurale
La rencontre inaugurale du Banc of California Stadium se déroule le 29 avril 2018, le Los Angeles FC affronte les Sounders de Seattle, à l'occasion d'une rencontre de la Major League Soccer. Le match se joue à guichets fermés. Laurent Ciman est le premier buteur de l'histoire du nouveau stade en ouvrant la marque sur un coup de franc direct dans les arrêts de jeux,.

### Nom
Le 23 août 2016, la Banc of California (en) et le Los Angeles FC ont annoncé un accord de droits de dénomination pour 100 millions de dollars sur 15 ans pour le nouveau stade,. Le 27 mai 2020, la Banc of California paie une pénalité de 20 millions de dollars pour mettre fin à l’accord de droits de dénomination du stade,,.
Le 19 janvier 2023, le Los Angeles FC et la Banque de Montréal (BMO) conviennent d'un accord de 100 millions de dollars — sur dix ans — sur les droits de dénomination du stade et l'enceinte sportive est renommée « BMO Stadium »,,. La Banque de Montréal, est une société financière canadienne qui s’implante agressivement aux États-Unis. BMO détient également les droits d’appellation du stade du Toronto FC, le BMO Field.

Évolution du logo
Logo du Banc of California Stadium de 2018 à 2022.
Logo du BMO Stadium depuis 2023.

## Utilisation du stade

### Clubs résidents
Propriétaire du stade, le Los Angeles FC est le club résident des lieux,. Le stade accueille également l'Angel City FC, équipe féminine de soccer évoluant dans la National Women's Soccer League. 
Angel City annonce le 19 novembre 2020, qu'elle évoluera au Banc of California Stadium à partir de la saison 2022,. Le 29 avril 2022, Angel City joue leur premier match officiel à domicile contre le Courage de la Caroline du Nord, dans le cadre d'une rencontre de la National Women's Soccer League. Le match se joue à guichets fermés,. Elles l'emportent sur le score de deux buts à un. Vanessa Gilles inscrit le premier but — en saison régulière — de l’histoire de la franchise puis, Jun Endo inscrit le second but et Debinha a marqué le seul but de l’équipe adverse ce soir-là.
Le Los Angeles FC accueille la finale de la Coupe de la Major League Soccer face à l'Union de Philadelphie le 5 novembre 2022,. La dernière finale de la coupe MLS en Californie remonte à 2014. Le match se joue devant 22 384 spectateurs. LAFC remporte pour la première fois le titre après une victoire aux tirs au but,.

### Événements sportifs
Le stade fait partie du Downtown Sports Park et accueillera des rencontres du tournoi masculin et féminin de football et aussi de l'athlétisme (qualifications des lancers : disque, javelot et marteau) aux  Jeux olympiques d'été 2028,,.
Le 14 mai 2018, la CONCACAF annonce que le Banc of California Stadium est retenu pour accueillir des matchs du tournoi de la Gold Cup 2019,. Il accueille deux rencontres de poules, le 25 juin 2019.
Le 6 décembre 2018, l'équipe nationale féminine des États-Unis jouera son premier match au Banc of California Stadium, contre la Belgique le 7 avril 2019,. Les Américaines remportent la rencontre sur une large victoire de 6 buts à 0, dont un doublé de Carli Lloyd,.
La Premier Lacrosse League (en) annonce le 1er avril 2019 que le stade accueille le tout premier match des étoiles de la Premier Lacrosse League (en),. Le match se joue devant 8 189 spectateurs.
Le 17 août 2019, le Banc of California Stadium a organisé son premier événement de boxe, un combat pour le titre mondial des poids super-coqs de la World Boxing Organization,. Emanuel Navarrete bat par KO au 3e round Francisco De Vaca (en) et conserve sa ceinture. Jessie Magdaleno a également gagné contre Rafael Rivera au cours de cette soirée.
La Major League Soccer annonce le 20 novembre 2019 que le stade accueille le match des étoiles de la Major League Soccer de 2020,,. Néanmoins, en raison de la pandémie de Covid-19, la rencontre est annulée. Le 9 juin 2021, la Ligue annonce que le stade organisera le match des étoiles de 2021 (en),,. C'est que le deuxième match des étoiles qui se déroule dans le comté de Los Angeles, après 2003 (en). Les vedettes de la Major League Soccer ont vaincu celles de la Liga MX, au cours d'une séance de tirs au but,.
Le 2 novembre 2022, U.S. Soccer annonce la tenue à L.A. d'un match amical entre les États-Unis et la Serbie le 25 janvier 2023. Les Américains s'inclinent sur le score de deux buts à un, devant une foule clairsemée au BMO Stadium nouvellement baptisé.

### Événements non sportifs

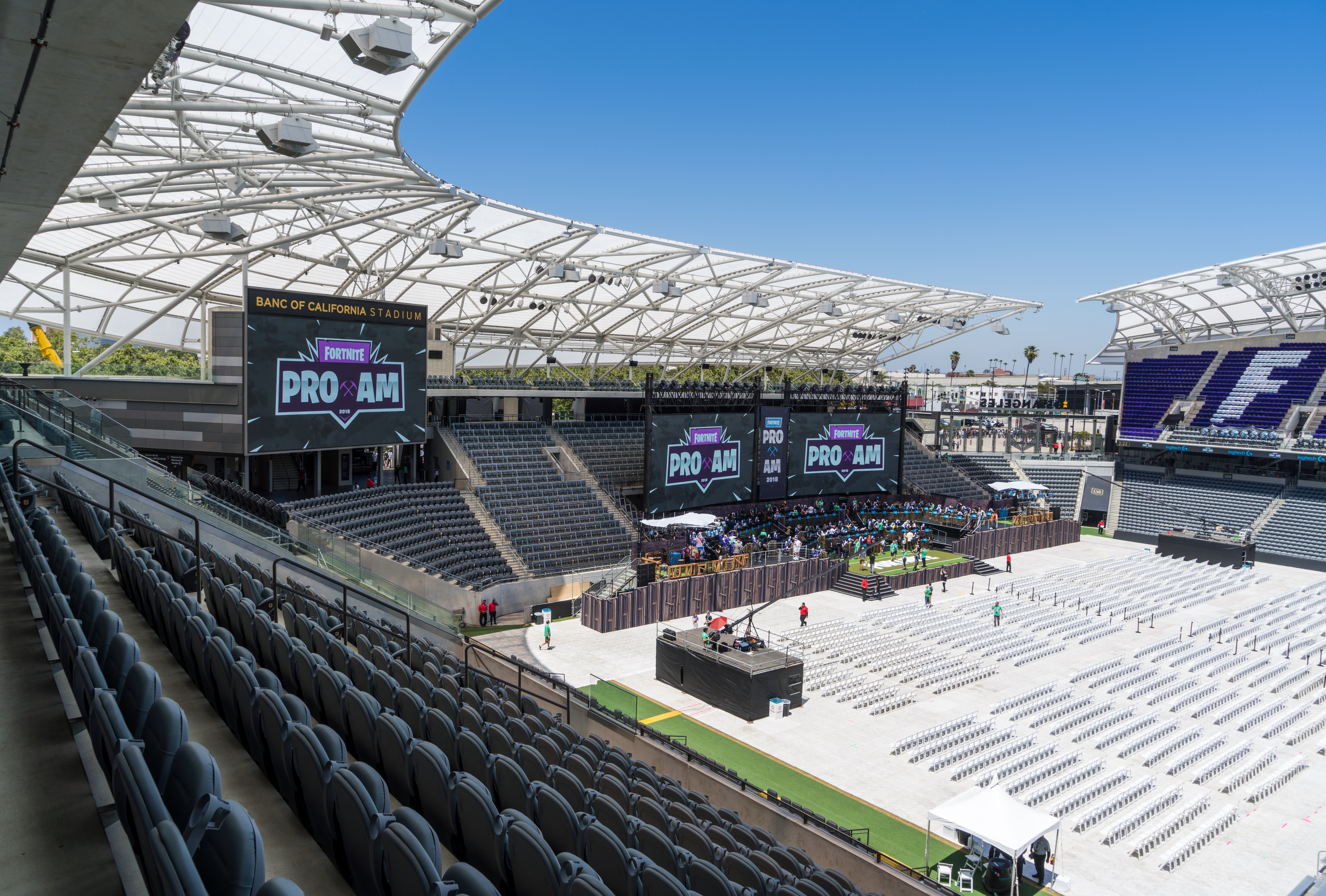
Photo du stade durant l'événement Fortnite Pro-AM.

Le 6 avril 2018, la station KIIS-FM d'iHeartRadio annonce que le tout nouveau stade va accueillir son premier concert le Wango Tango (en) — le 2 juin — avec en tête d’affiche Ariana Grande et Shawn Mendes,.
Le 12 juin 2018, l'événement Fortnite Pro-AM d'Epic Games se déroule au Banc of California Stadium durant l'E3 2018 et trois millions de dollars pour les gagnants à reverser à l'œuvre de charité de leur choix,,. Le vidéaste Ninja, et son coéquipier le célèbre DJ EDM, Marshmello, a remporté l'événement principal,.
Le festival de musique de hip-hop le Rolling Loud (en) s'est déroulé au stade en 2018, avec en tête d’affiche Cardi B, Post Malone et Lil Wayne, puis en 2019, avec en tête d’affiche Chance the Rapper, Future et ASAP Rocky.
Les 20 et 21 juillet 2024, le groupe de K-Pop Ateez a performé deux concerts au stade pour leur tournée américaine Towards the Light : Will to Power Tour 2024.